# Jet Executive International Charter
Jet Executive International Charter (kurz Jet Executive; ehemals Taunus Air) ist eine deutsche Fluggesellschaft mit Sitz in Düsseldorf und Basen auf den Flughäfen München und Frankfurt.

## Geschichte
Jet Executive wurde 1990 als Taunus Air in Wiesbaden gegründet. Bei der Übernahme der Jet Executive International Charter 1999 wurde Taunus Air umbenannt.

## Dienstleistungen
Jet Executive betreibt weltweite Charter- und Frachtflüge sowie Ambulanz- und Vermessungsflüge.

## Flotte

### Aktuelle Flotte

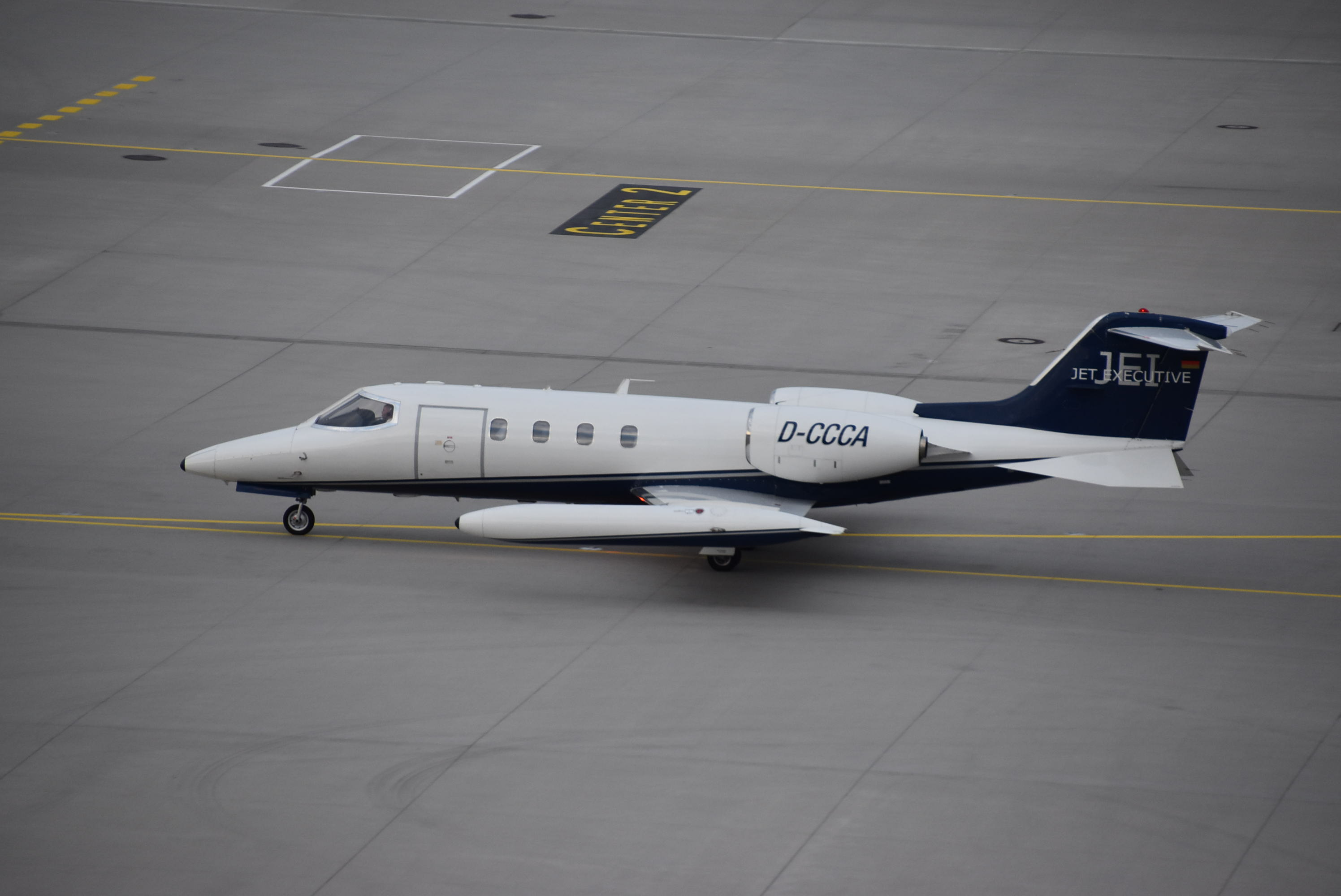
Learjet 35A der Jet Executive

Mit Stand Ende 2021 besteht die Flotte der Jet Executive aus vier Geschäftsreiseflugzeugen:
| Flugzeugtyp | Anzahl | bestellt | Anmerkungen |
| ----------- | ------ | -------- | ----------- |
| Learjet 35A | 3      |          |             |
| Learjet 55  | 1      |          |             |
| Gesamt      | 4      |          |             |

### Ehemalige Flugzeugtypen
- 1 Beechcraft Super King Air B200
- 1 Bombardier Challenger 600S